# Oksana Neupokojeva
Oksana Neupokojeva, född den 14 januari 1976, är en rysk skidskytt som tävlat i världscupen sedan säsongen 2007/2008. 
Hennes bästa placering i världscupen är en femtonde plats från sprinten i Pokljuka. Neupokojeva deltog i det ryska stafettlag som kom trea i mixstafetten vid VM 2008 i Östersund.